# 小行星7492
小行星7492（英語：7492 Kacenka）是一颗围绕太阳公转的小行星。1995年10月21日，P. Pravec在奥德热幽夫发现了此天体。
这颗小行星的绝对星等为189.3929671190762等。